# 나카야마정 (에히메현)
나카야마정(中山町)은 에히메현 주요지방에 있던 정이며, 이요군에 속했다. 2005년 4월 1일에, 이요시, 후타미정과 합병해 이요시의 일부가 되어 지방자치체로서의 소멸하였다.

## 지리
나카야마정은 에히메현 중부 산간 마쓰야마시 중심부에서 국도 56호인 이누요리 고개를 넘어 약 27㎞ 남하한 지점에 있으며, 오슈시 중심부에서도 약 27㎞로 거의 중간에 위치한다.팔천 상류의 하나이기도 한 니카야마강 유역에 거의 해당한다.

## 역사
- 1889년 나카야마촌이 기타군에서 시모우게나군에 편입되었다.
- 1897년 - 기타군 ,시모우게나군과 합병해 이요군이 되었다.
- 1907년 - 나카야마촌, 이즈부치촌이 합병에 의해 나카야마촌이 되었다.
- 1925년 - 정으로 승격해 나카야마정이 되었다.
- 2005년 4월 1일 - 후타미정과 합병(신설 합병)해 새롭게 이요시가 되었다.

## 교통

### 철도
- 시코쿠 여객철도 요산선

### 도로
- 마쓰야마 자동차도
- 국도 56호선